# Ludrová
Ludrová (Hongaars: Nemesludrova) is een Slowaakse gemeente in de regio Žilina, en maakt deel uit van het district Ružomberok.
Ludrová telt 1.008 inwoners.

## Foto's

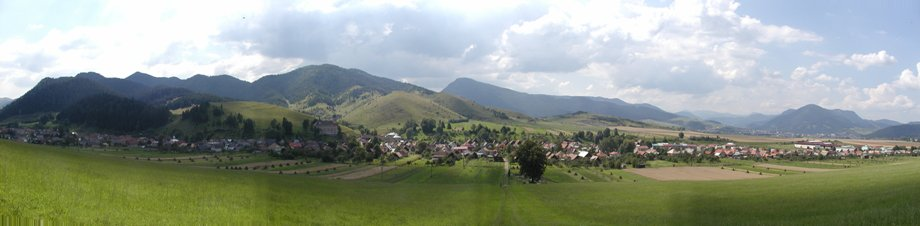
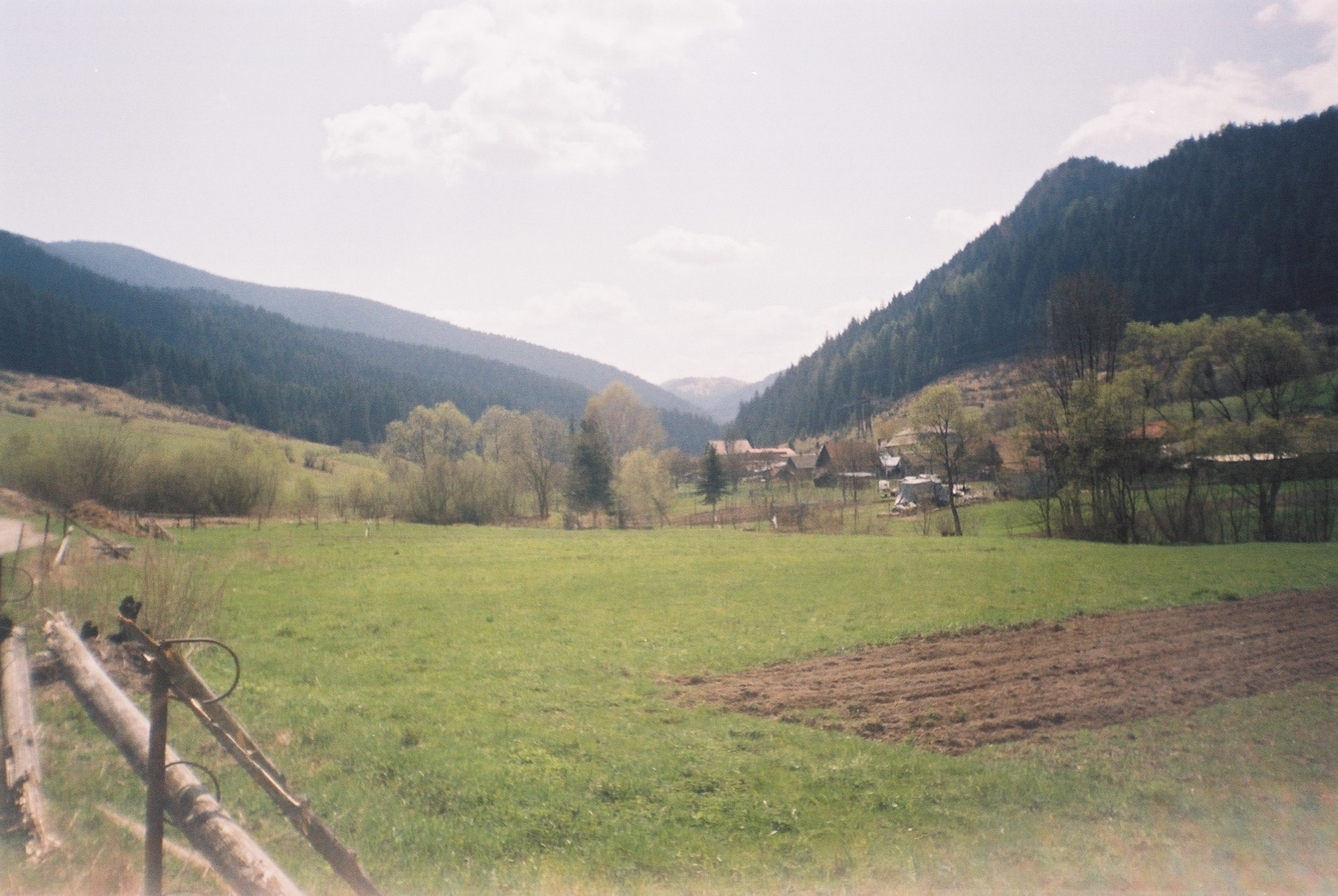
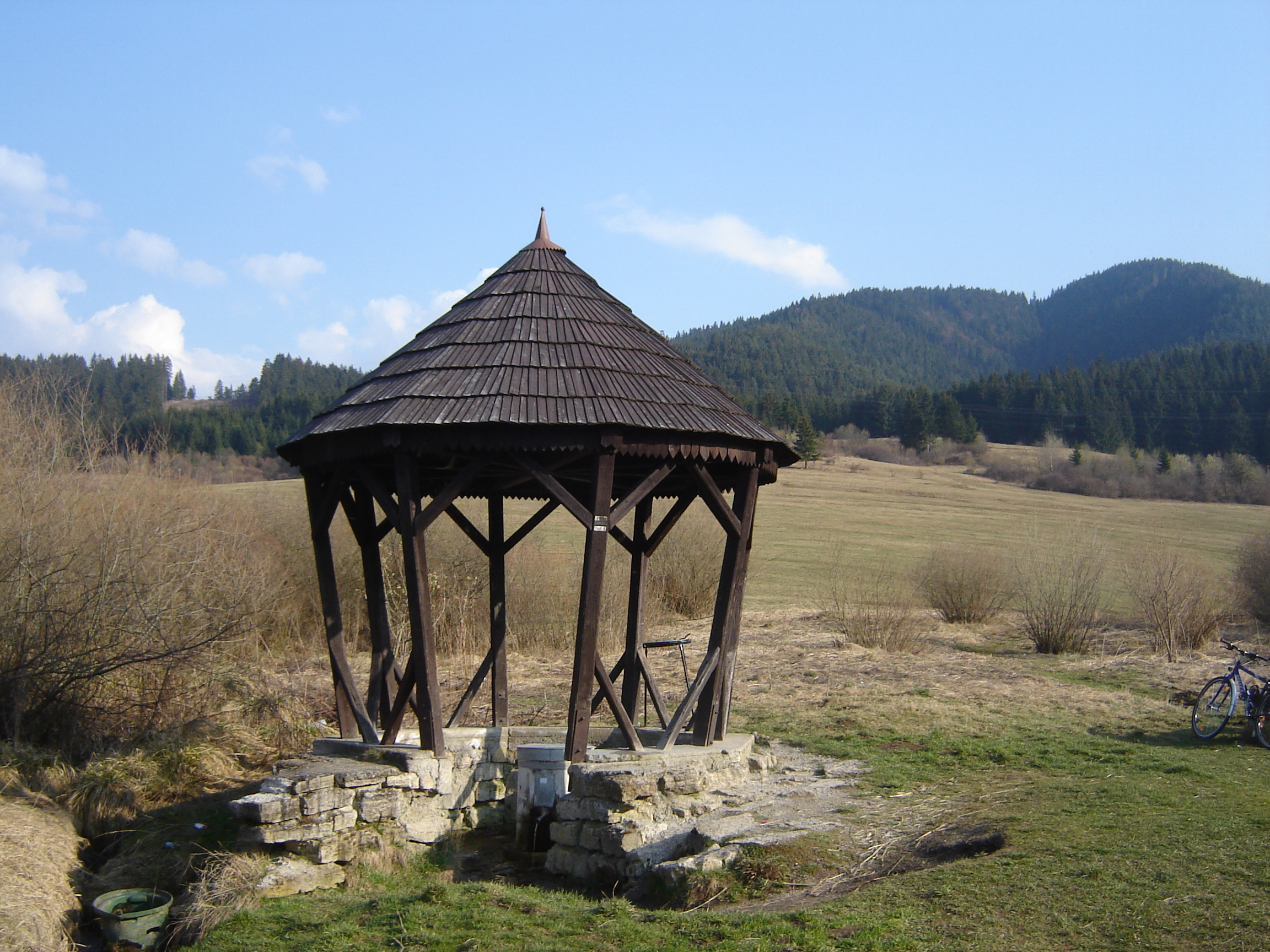